# Інцидент 26 лютого
Інцидент 26 лютого (яп. 二・二六事件, Ni Ni-Roku Jiken, також відомий як Інцидент 2-2-6 ; яп. ににろくじけん; Заколот 26 лютого, Путч молодих офіцерів) — спроба державного перевороту групою військових Імперської армії Японії.
Заколот організували молоді офіцери-націоналісти, які були переконані у тому, що побороти у країні політичну корупцію і крайню бідність можна шляхом фізичного усунення кількох вищих політиків та проведенням фундаментальних реформ. Вони виступили під гаслами Реставрації Сьова (яп. 昭和維新, за аналогією з Реставрацією Мейдзі) та Поважай Імператора, вижени зло (яп. 尊皇討奸).
Путч почався рано вранці 26 лютого 1936 року. На боці заколотників виступило більше 1,400 солдатів та офіцерів японської армії. Здебільшого це були 1-й, 3-й піхотні полки та 7-й артилерійський полк Першої дивізії Імперської армії Японії та 3-й піхотний полк Імператорської гвардії.
Заколотникам вдалося захопити центр Токіо, включаючи будівлі парламенту, міністерства внутрішніх справ і міністерства оборони, та вбити кількох впливових політичних лідерів. Вони також спробували захопити резиденцію прем'єр-міністра та імператорський палац, але зіткнулися з опором імператорської гвардії.
Попри їхні заяви про повну підтримку імператорської влади, Імператор Сьова різко осудив їхні дії, визнавши їх незаконними. Після трьох днів інтенсивних переговорів, деморалізовані бунтівники повернули солдатів у казарми та здалися урядовим військам 29 лютого 1936 року. У результаті закритого суду, 19 керівників путчу були страчені, повсталих солдатів було помилувано та відправлено до Маньчжурії.
У довоєнній історіографії ці події часто замовчювалися, повноцінне їх вивчення стало можливим лише у післявоєнні часи.

## Передісторія
| Інцидент 26 лютого не тільки найбільший політичний інцидент Епохи Сьова, але й найбільше протистояння між Духом та політиками. І у цьому двобої політики перемогли, а Дух програв. Місіма Юкіо 1968 р.[3]. |

### Рух Молодих Офіцерів
На початку XX ст. серед японських військових набирає популярності ідеї державного соціалізму, зокрема роботи політичного філософа та мислителя Кіта Іккі [Архівовано 8 листопада 2019 у Wayback Machine.]. Його ідеї Реставрації Сьова, викладені у творі Нарис плану реставрації Японії, підбурюють ряд молодих офіцерів, зокрема Нонака Сіро, Кода Кійосада, Муранака Такадзі, Андо Терудзо, Ісобе Асаїті, Куріхара Ясухіде та ін., замислитися над негайним вирішенням важливих соціальних проблем: політичної корупції, діяльності дзайбацу, наслідків Великої депресії.[джерело?]
У той же час керівництво армії та уряду вкрай вороже ставляться до цього руху. За активними його членами встановлюється нагляд військової поліції, що підсилює напруження між молодими офіцерами та вищим керівництвом. Після Інциденту з Аідзавою та Інциденту 15 травня, під час якого був вбитий прем'єр-міністр Інукаї Цуйосі, ряд радикально налаштованих офіцерів було звільнено з армії, зокрема Муранака Такадзі та Ісобе Асаїті.
Через антиурядові настрої, керівництво армії вирішило передислокувати Першу дивізію Імперської армії Японії з Токіо до Маньчжурії, що змусило повстанців пришвидшити підготовку до перевороту.

## Хід подій

### 26 лютого

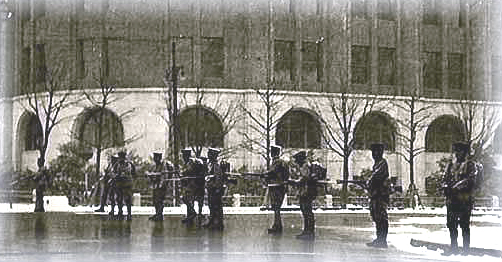
Війська повстанців займають квартали Наґата та Акасака

Повстання почалося 26 лютого рано вранці. У цей же час молодший лейтенант Іто Цунео приніс послання від бунтівників до генерала Хондзьо Сіґеру: «Близько 500 офіцерів та солдатів більше не можуть стримувати себе і почали діяти». Отримавши повідомлення, Хондзьо, разом з командиром військової поліції Івасою Рокуро та генерал-майором Накадзімою Тецудзо, вирушив до імператорського палацу.
Близько 5:20 ранку голова секретаріату міністра-хранителя печатки Кідо Коїті викликав генерала Оґурі Кадзуо, секретаря Сай'ондзі Кіммоті Хараду Кумао та голову палати аристократів Коное Фумімаро. Потім, зустрівшись у імператорському палаці з головою Управління Імператорського двору Юаса Курахеї та віце-командувачем Хірохатою Тадатака, доповів про ситуацію Імператору Сьова.
Лідери путчистів капітан Кода Кійосада, Муранака Такадзі та Ісобе Асаїті відвідали резиденцію міністра армії Кавасіми Йосіюкі, та передали йому маніфест з вимогами повстанців.
У 9:00 ранку міністр армії Кавасіма отримав аудієнцію у Імператора де зачитав йому маніфест путчистів. Імператор наказав міністру негайно подавити повстання.
У другій половині дня у Імператорському палаці відбулися неофіційні збори Вищої Військової Ради. Як результат, від імені Кавасіми Йосіюкі була оприлюднена заява, де містився заклик вирішити інцидент без кровопролиття.
У 15:00 головнокомандувач Силами оборони Токіо генерал-лейтенант Касії Кохеї оголосив воєнний стан у Токіо.
В 21:00, під час екстреного засідання Кабінету міністрів, Ґото Фуміо був призначений тимчасовим прем'єр-міністром. В цей же час вище військове командування зустрілося з членами Вищої Військової Ради.

## Цілі
Повстанцями був складений список політиків, яких планувалося вбити. Він скаладвся з двох частин: основні цілі та другорядні. Перший варіант списку був складений Ісобе Асаїті та Муранака Такадзі. 21 лютого вони показали його капітану Ямаґуті Ітітаро. Після дебатів з нього були виключені імена Сай'ондзі Кіммоті та Хаясі Сендзюро. 22 лютого було вирішено атакувати тільки основні цілі та у список був включений Ватанабе Дзьотаро.
| № | Портрет | Ім'я                         | Посада                                     | Результат |
| - | ------- | ---------------------------- | ------------------------------------------ | --- |
| 1 |         | Окада Кейсуке 岡田 啓介      | Прем'єр-міністр Японії                     | 26 лютого війська повстанців атакували резиденцію прем'єр-міністра. Під час бою повстанці прийняли за Окаду та вбили капітана Мацуо Дендзо. Самому ж Окаді вдалося заховатися, а наступного дня переодягненому втекти з резиденції. Під час нападу було вбито чотирьох поліціянтів, які намагалися зупинити нападників. |
| 2 |         | Такахасі Корекійо 高橋是清   | Міністр фінансів                           | 26 лютого війська повстанців під керівництвом старшого лейтенанта Накахасі Мотоакі та молодшого лейтенанта Накадзіма Кандзі атакували приватну резиденцію Такахасі в районі Акасакі. Під час нападу він був вбитий, а поліціянт Тамакі Хідео був важко поранений.                                                       |
| 3 |         | Сайто Макото 斎藤 実         | Міністр хранитель печатки                  | 26 лютого війська повстанців під керівництвом старшого лейтенанта Сакаї Наосі, молодших лейтенантів Такахасі Таро, Муґія Кійосумі та Ясуда Ютака атакували приватну резиденцію Сайто в районі Йоцуя. Під час нападу Сайто Макото був застрілений. Крім Сайто, під час нападу ніхто не загинув.                          |
| 4 |         | Судзукі Кантаро 鈴木貫太郎   | Камергер адмірал                           | 26 лютого війська повстанців під керівництвом капітана Андо Терудзо атакували приватну резиденцію Судзукі в районі Кадзі. Під час нападу Судзукі Кантаро був важко поранений, але повстанці, на благання жінки Судзукі, не стали його добивати.                                                                         |
| 5 |         | Ватанабе Дзьотаро 渡辺錠太郎 | Інспектор генерал з військового тренування | Такахасі Таро та Ясуда Ютака, після атаки на резиденцію Сайто, направили свої підрозділи до резиденції Ватанабе у районі Оґікубо, де зіткнулися з опором підрозділу військової поліції району Усіґоме. Під час бою Ватанабе Дзьотаро був застрелений нападниками.                                                       |
| 6 |         | Макіно Нобуакі 牧野伸顕      | Колишній міністр хранитель печатки         | Капітан Коно Хісасі разом з 8 бунтівниками атакували готель Ітоя у районі Юґавара, де зупинився Макіно. Але завдяки опору поліціянта Мінаґави Йосітаки, йому вдалося втекти. |